# 储能技术

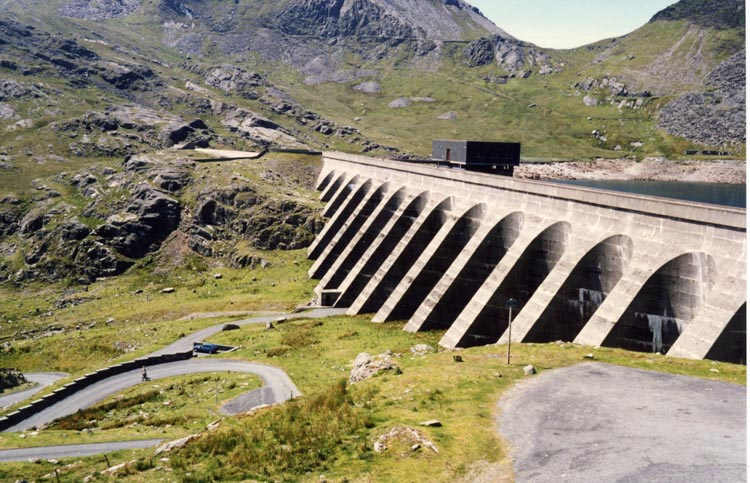
在威尔士Ffestiniog抽水蓄能电站的Llyn Stwlan大坝。 较低的发电站有四台水轮机，可以在几个小时内产生总共360 MW的电力，这是人工储能和转换的一个例子。

儲能或储能技术指的是把能量儲存起來，在需要時使用的技術。儲能技術將較難儲存的能源形式，轉換成技術上較容易且成本低的形式儲存起來。例如：太陽能熱水器將光能（輻射）存在熱水（熱能）裡，電池將電能存在電化學能裡。
一般當可再生能源的發電佔比低時（例如20%以下），原有電網中作為尖離峰用電調節的負載追隨電廠（例如：燃氣發電和水力發電），可應付間歇性再生能源在供電量的變化。然而，當佔比高到一定程度，就需要透過額外的可調節系統來維持供電平衡。儲能為其中一個重要的技術，另外還有需求側管理以及電網互連。
储存能量有許多用途，例如：应急能源，也可以用于在电网负荷低的时候储能，在电网高负荷的时候输出能量，用于削峰填谷，减轻电网波动。儲存能量有多种形式，包括機械能、熱能、電化學能、化学的及電子。能量储存涉及将难以储存的形式的能量转换成更便利或经济可存储的形式。 大量储能目前主要由发电水坝组成，无论是传统的还是水泵抽水的。
每種技術適合儲存的時間長短不一，例如熱水能存數小時，而氫氣儲能可存數天至數個月以上。目前大型儲能系統主要為水力發電和抽蓄發電。電網儲能指的是用在電網的大型儲能裝置。
儲能技術在日常生活中隨處可見。蓄電池儲存的電化學能，可以轉換成電能供應電子產品使用。水庫儲存了水的重力位能，透過水力發電轉換成電能。儲冷系統利用離峰的電能製造冰塊，儲存起來的熱能可在尖峰時使用降低製冷的用電。生物藉由吸收太陽能生長，死亡後長期埋在地底下，轉變後成為化石燃料。食物儲存了化學能，經過消化吸收後可供應人體熱量。

## 歷史

### 近期發展
在20世紀，電力系統主要是靠燃燒化石燃料來發電。當用電量改變時，發電量可透過減少燃料使用來調整。近年來，因為空氣汙染、進口能源依賴及全球暖化等議題，使得再生能源（如：風能及太陽能）快速的發展。然而，風力發電無法控制，發電時不一定在需要用電的時候。太陽能發電會受到雲的遮蔽影響，且只有白天才能發電，無法供應晚上的尖峰用電（請參考鴨子曲線）。因此，隨著再生能源的發展，能把間歇性能源存起來的技術，越來越受到重視。
21世紀以來，行動裝置使用快速增加，使得電池相關的使用更普及。在全球偏遠的地區，太陽能的使用越來越普遍。是否有電能用，不再有技術上的限制，而是經濟和財務上的問題。隨著電動車普及，短距離交通運輸可不再依賴化石燃料，但在長距離運輸（如：空運和海運）方向，相關技術還在發展中。

## 儲存技術

### 機械能儲能
能量可以利用機械的方式儲存起來。例如：把水或重物移動到高處（位能），移動或轉動物體（動能），或是壓縮氣體（內能）。目前發展較成熟的技術有：

#### 水力發電
水力發電利用水壩把水儲存起來，利用水往下流時的動能推動渦輪發電。水力發電不同於抽水蓄能电站，沒有儲存來自電網的能源，而是減少離峰時的輸出，所以沒有抽水到水壩時的能量損失。水力發電的發電機組可以在短時間內（數分鐘）啟動。

#### 抽水蓄能

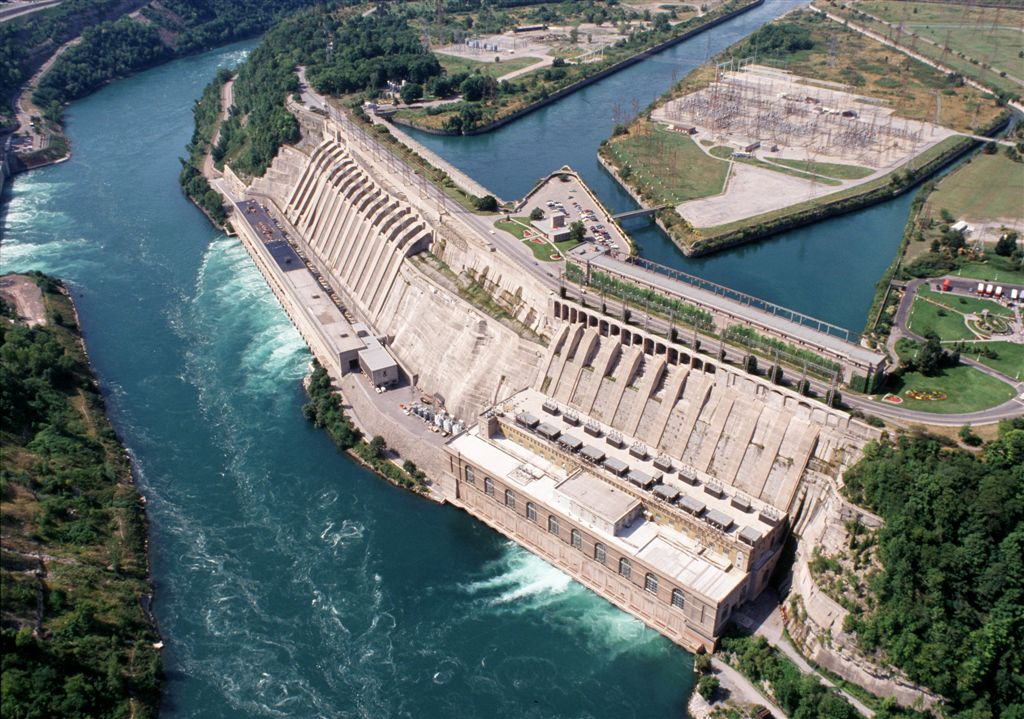
位在加拿大尼亞加拉瀑布城 (安大略省)的水力發電站，包含一個大型儲水庫，在尖峰時可提供174MW的輸出。

抽水蓄能电站將重力势能储能在电力需求低的时候（如夜晚）用电把水抽上山顶，在电力需求高时（如中午或傍晚）放水推动渦轮机发电。一般渦輪機可逆向操作，可用來當發電機或是抽水幫浦，最常見的為法蘭西斯式水輪機。抽水蓄能系統可分為兩種：一種為利用兩個有高低差的蓄水庫作為儲能，另一種是水力發電再搭配下流蓄水庫作為儲能。
根據2012年的統計，抽水蓄能佔全球大型儲能裝置總容量的99%，其容量為127,000百萬瓦。實際能量轉換效率在70%到80%之間，最高可達87%。

#### 壓縮空氣儲能

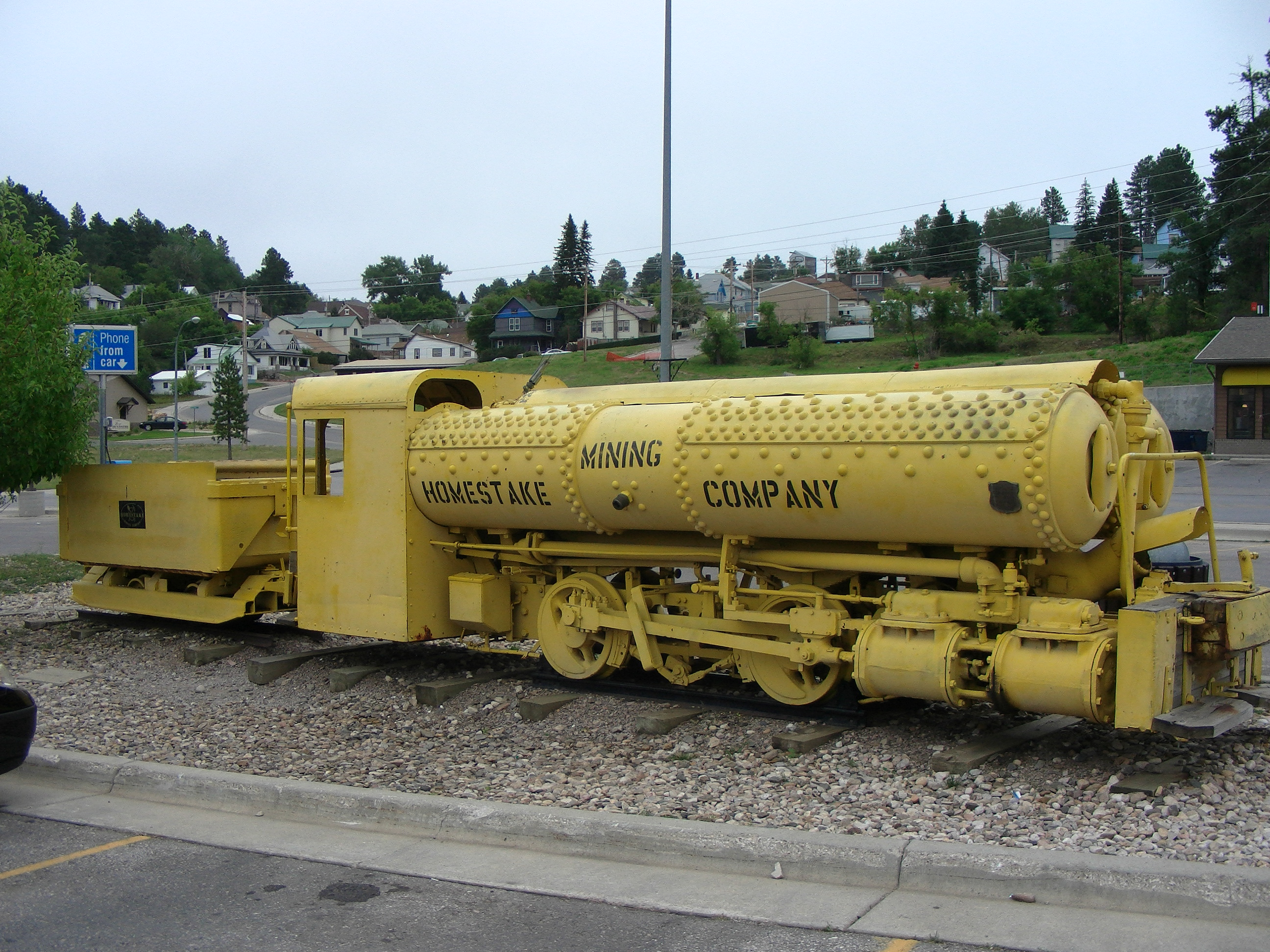
1928到1961年間，一個在礦坑內使用的無燃燒機動車

壓縮空氣儲能技術利用將空氣壓縮來儲存能量，在需要用電時，用壓縮空氣來推動渦輪。在大型的系統，壓縮空氣可被存在大型的地下貯存空間裡，例如：在鹽丘中，可用來儲存離峰時的電力，並在用電須求高時發電。
當空氣壓縮時會產生熱能，使其溫度升高。當空氣膨脹會吸熱，如沒有額外熱能供應，其溫度會下降。壓縮空氣儲能技術依照熱的處理可分成三大類：非絕熱、絕熱及等溫。傳統的非絕熱系統在發電時需要燃燒天燃氣來避免過低的溫度。絕熱系統當將壓縮產生的熱能存起來，再膨脹使用，此方法可以增加效率。
壓縮空氣也可作為車輛的動力來源。小型壓縮空氣系統，早期被用來作為無燃燒機動車的動力來源，被使用在煤礦內運行的車輛。

#### 飛輪儲能

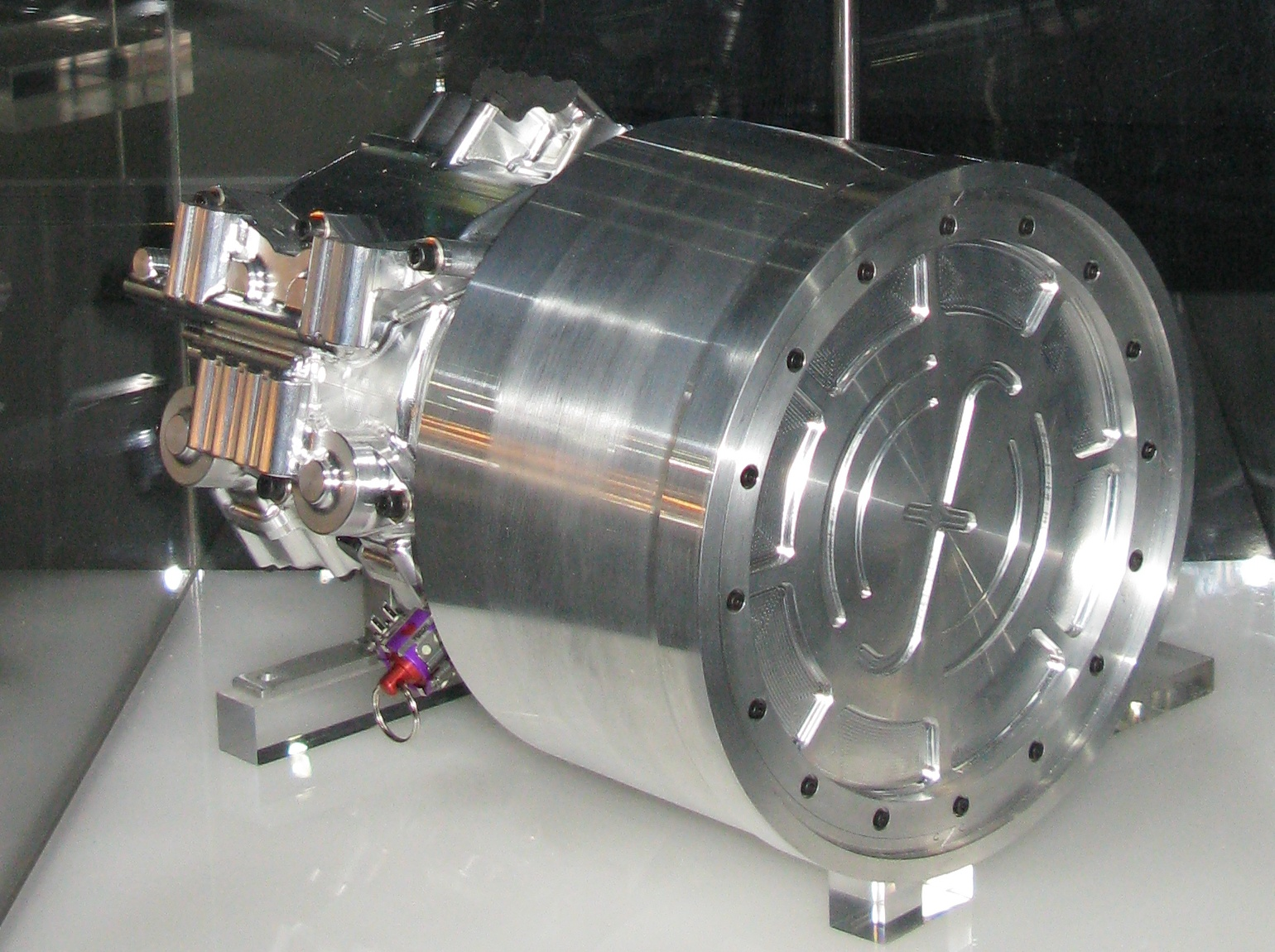
圖中為一級方程式賽車，車內動力回收系統使用的飛輪儲能。在煞車時可回收動能並在加速時使用。

飛輪儲能利用電能將重物（飛輪）加速使其快速轉動，利用能量守恆定律把能量存在物體的旋轉動能中。其儲存的動能可用來發電。

#### 固體重力儲能
固體重力儲能利用電動機把固體重物的高度提升，在重物下降時，電動馬達可逆向操作成為發電機，進而產生電力。研究指出此技術能在一秒鐘內啟動開始發電，因此可用穩定電網短時間內的波動。其效率可達85%。理論上重力儲能成本應該比抽蓄水力發電以及電池儲能更低。

### 熱儲能
將能量以熱的形式儲存。

#### 熱儲能形式
熱能可以被儲存在不同的儲能材料中。儲存熱能的方式可分成三類：顯熱、潛熱及熱化學。
- 顯熱儲能藉由溫度變化將熱能存在材料的熱容量中，例如：將冷或熱存在冰水或熱水中，將太陽熱能存在熔鹽中，或是將電能存在液態空氣儲能系統。
- 潛熱儲能將熱能存在相變材料的潛熱中，例如：將冷存在冰塊中。
- 熱化學儲能將熱能存在為可逆反應的化學反應中，例如：化學迴圈重組和氣化或是吸附反應。

#### 季節性儲能

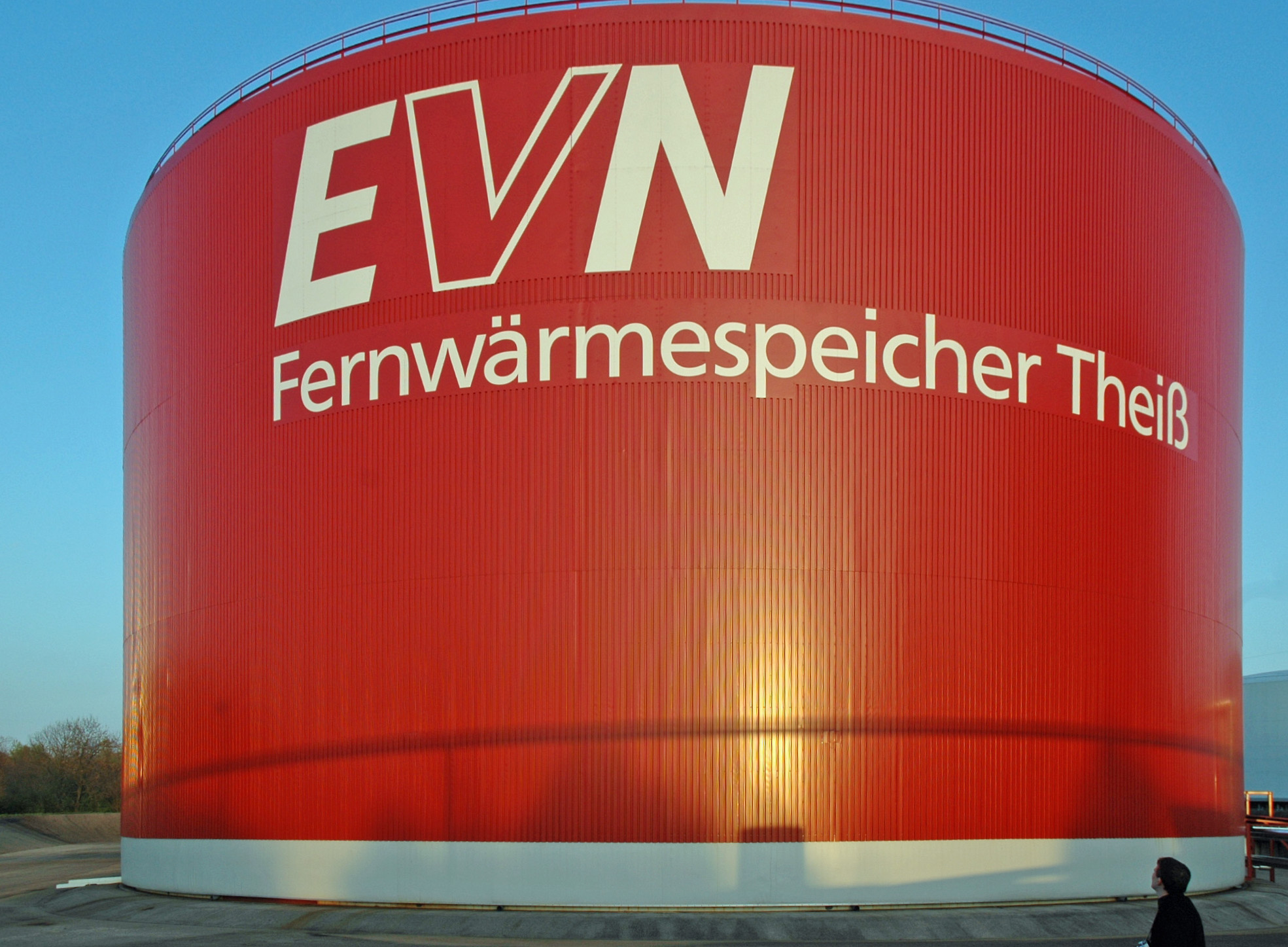
在奧地利多瑙河畔克雷姆斯區域供熱系統使用的大型儲熱裝置，其儲存容量為2,000 MWh

季節性熱儲能將熱或冷從環境或是其它廢熱來源儲存，到適當的季節再來使用。因為使用次頻率低（一年一次）及儲存的量很大，通常會成本低且用容易取得的材料或物質來儲存。例如：湖水或地下水、底下土壤或岩層、填充石頭和水的坑、或是填水的廢棄礦坑。一般來說，季節性熱儲能系統（可使用20年以上）的設置要4到6年來回收成本。例如：在加拿大阿爾伯特省的德雷特-蘭丁太陽能社區，車庫屋頂上架設太陽熱能收集器，並利用在地底下打入多個數公尺深的地孔，將主要在夏天收集的熱能儲存在地下的土層裡（參見地孔熱能存儲），可供應97%一整年主要在冬天使用的熱能。

#### 空調儲冰
空調儲冰系統利用離峰電力将水冷凍成冰儲存起來，在用電尖峰時利用冰融化要吸熱的過程，做為空調來減少尖峰時的用電。

#### 液態空氣儲能
液態空氣儲能利用離峰電力將空氣液化並儲存。在尖峰用電時，利用液化空氣變回氣體時的體積膨脹700倍來作功發電。2018年此技術在英國的示範廠開始運轉（功率5 MW，儲存量25 MWh）。2019年獲得投資，在英國建設第一個大型儲能廠（功率50 MW，儲存量400 MWh）。

#### 卡諾電池（熱能儲電）
卡諾電池將電以熱能的方式儲存，並利用朗肯循環或是布雷頓循環將熱能轉回為電能。此技術被研究用來取代燃煤發電廠的燃煤鍋爐，使其改為儲存再生能源多餘的電能，並用來發電。此方法的優點為可使用現有的發電設備。

### 電化學储能
利用電化學反應來儲存能量。

#### 蓄電池

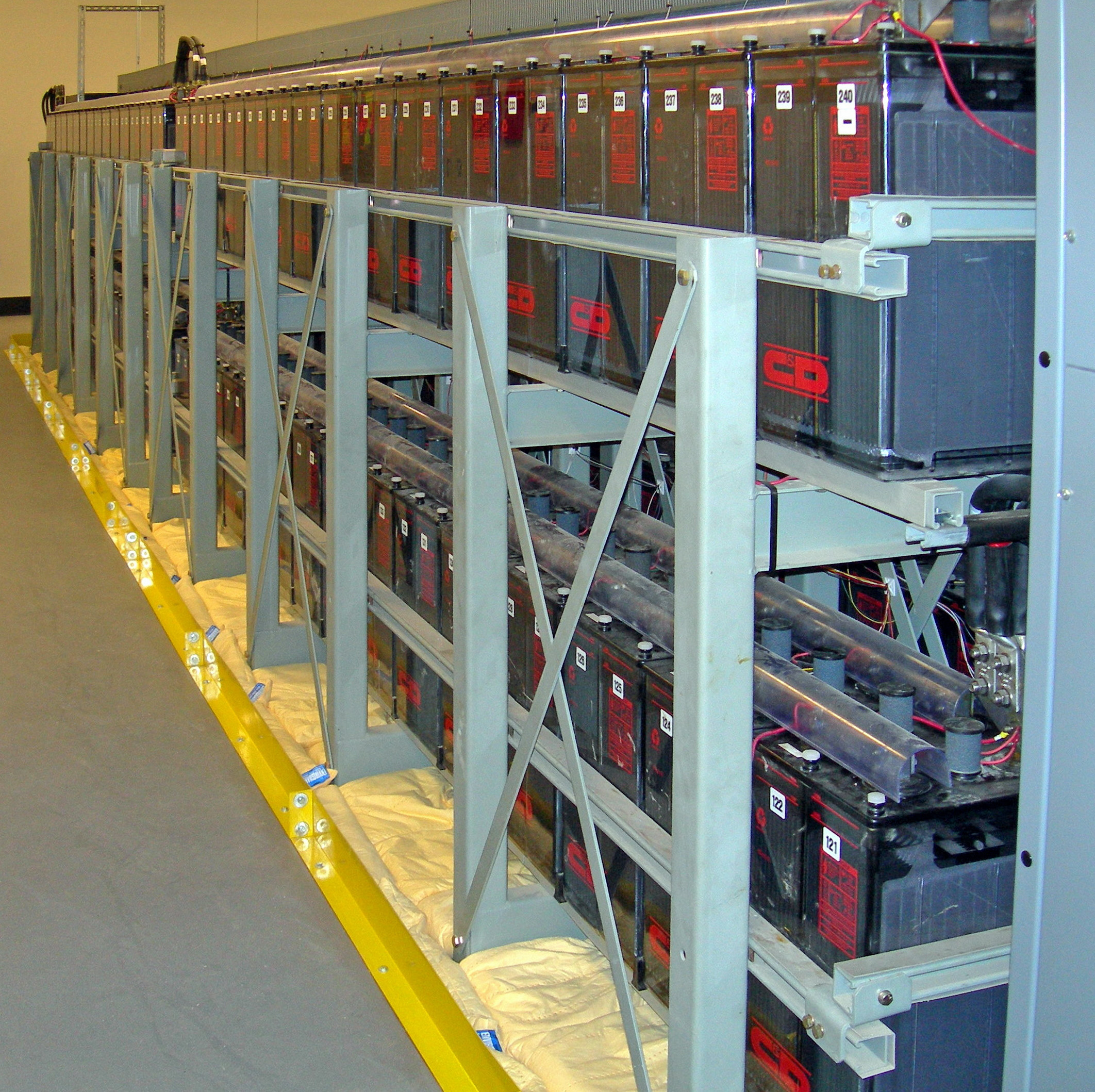
蓄電池組可用在資料中心的不斷電系統中

蓄電池：一般由多個電化電池組成，其使用可逆的電化學反應來儲存電能，因可重複使用又稱為二次電池。蓄電池可有不同的形狀和大小，從鈕扣電池到百萬瓦的電網儲能系統。和一次性（拋棄式）電池相比，蓄電池的總耗能和對環境的影響較低。蓄電池的初始成本較高，但其平均使用成本會隨著使用次數增加而減少。常見的有：
- 鉛酸蓄電池為過去市佔率最高的電池。單一電池在充電後的電壓為2伏特，其負電極的鉛和正電極的硫酸鉛浸在稀釋後的硫酸（電解液）中。放電時，負電極會產生硫酸鉛且產生水在電解液中。鉛酸蓄電池因發展成熟而成本較低，但其使用壽命和能源密度較低[32]。
- 鎳鎘電池（NiCd）：利用羥基氧化鎳和金屬鎘做為電極。因為鎘具有毒性，因此在2004年被歐盟禁用，且幾乎被被鎳氫電池取代。
- 鎳氫電池（NiMH）：第一個商業化產品出現在1989年[33]。為常見消費者和工業使用的蓄電池之一。電池的負電極為可吸附氫的合金，而不是鎘。
- 鋰離子電池：為目前消費性電子產品使用的電池中，能量密度最高，且非使用時自放電[註 1]最低的電池。
- 鋰離子聚合物電池：重量輕且可以製作成不同的形狀。
- 可食用蓄電池：新型可食用電池的陽極與陰極都是天然材料，工作電壓為 0.65 伏，在人體內運作也不會有問題，潛在用途包括可以追蹤健康狀況的食用電路和感測器，以及為監測食品儲存條件的感測器供電。[34]

#### 液流電池
液流電池利用兩個化學溶液可透過薄膜作離子交換，來進行充電和放電。電池的電壓可由能斯特方程計算出來，一般在1.0到2.2伏特之間。此電池的特點在於，儲存能量的多寡和溶液儲存容量成正比，而電池功率和薄膜面積成正比。技術上，液流電池和燃料電池及電化電池相似。可用在需要長期儲能的應用，例如：電網備用電力。常見流液電池如全釩氧化還原液流電池。

#### 超級電容器
超級電容器又稱為雙電層電容器，不像傳統的電化學電容器，它沒有固態的介電質。其電容是由兩種存儲原理決定：雙層電容和偽電容。
超級電容器填補了傳統電容和蓄電池在儲存容量和功率之間的空缺。它有極高的能量密度，在1.2伏特下電容量可達10,000法拉，是電解電容的一萬倍。但其功率密度只有電解電容的一半。

### 其它化學储能
能量可利用化學反應，儲存在化學物質中。化石燃氣為最常見的化學儲能。近年電解製造氫氣的氫技術成本降低，被視為大規模及長期儲存間歇性可再生能源的決解方案。

#### 電轉氣
電轉氣（英語：power to gas, P2G）利用電能來製造氣體燃料，例如：氫氣和甲烷。常見的使有方法有三種，都會使用到電解製氫。第一種為利用電解製造氫氣後，將其混入天然氣的管線來傳輸和使用。第二種方法將電解製造的氫氣加上二氧化碳，透過甲烷化反應（例如：薩巴捷反應和生物甲烷化反應）產生甲烷，過程中會多損失8%的能量。產生的甲烷同樣可混入天然氣的管線。第三種方法，將生物燃氣廠或木質燃氣製造廠製程產生的二氧化碳，與電解製造的氫結合而產生甲烷。電解時產生的熱可用在生物燃氣的製程，進而減少熱能的使用。製造出的甲烷會和生物燃氣混合。

#### 儲氫
儲氫技術將能量以氫氣的形式儲存起來。最常見的製氫技術為電解水，產生的氫氣可透過燃料電池轉回電能。
氫氣儲能的往返效率較其他儲能技術低。主要來自電解時的能量損失，以及儲存時壓縮或液化氫氣的耗能。發電時還會有燃料電池的能量損失。
氫氣可大量儲存在地底儲氫中，例如：地底洞穴，鹽洞，採集完的油田或天然氣田。在1980年代，美國德州已利用大型鹽洞（直徑49公尺、深300公尺）來儲存氫氣，可利用儲量容量為2,520公噸氫氣。

#### 電轉液
電轉液（英語：power to liquid）利用類似電轉氣的方法，利用電解製造的氫氣來合成液體燃料，如甲醇和氨。液態燃料比氣態燃料容易存放和運輸，且安全性相對較高。可做為交通運輸的燃料，例如：飛機燃料。也可以用在工業或是發電上。

#### 鋁儲能
純鋁和水反應後會產生氫氣，可被用作儲存能量的材料。在使用前要先把鋁表面的氧化鋁層去除，並且把鋁粉碎以增加和水的反應面積。反應生成的氧化鋁可由霍爾－埃魯法製程來還原成鋁。如還原的過程使用的能源來自太陽能或風力發電，可視為再生能源的儲存。此技術還在早期的研究階段。

### 電子储能
电感器本身就是一个储能原件，其储存的电能与自身的电感和流过它本身的电流的平方成正比：E = L*I*I/2。由于电感在常温下具有电阻，电阻要消耗能量，所以很多储能技术采用超导体。电感储能还不成熟，但也有应用的例子见报。

#### 電容器
電容器將電能儲存在電場中的被動電子元件，其储存的电能与自身的电容和端电压的平方成正比: E = C*U*U/2。電容器的種類很多，但基本結構為兩個導體被介電質（例如：絕緣體）給隔開。當導體之間有電壓差時，介電質上會產生電場。在移除外部電源後，其電場會不會消失因而儲存了能量。電容器常用在電子產品中做為暫時性的電池，其結構相對簡單且成本低，但能量密度低(0.36kJ/kg)，遠不及一般的鹼性電池（590kJ/kg）。电容储能能够提供瞬间大功率，非常适合于激光器，闪光灯等应用场合。

#### 超導磁儲能
超導磁儲能利用在超導體線圈內產生直流電流，使能量儲存在其產生的磁場中。超導磁儲能系統通常包含了：超導線圈，電力調整系統，以及冷卻系統。當超導線圈充電後，電流就不會衰減因此能量可一直被儲存著。然而需要有冷卻系統，使超導線圈維持材料的臨界溫度以下的極低溫環境中（參見超導現象）。
超導磁儲能如果用在電網儲能服務，在充放電時要用逆變器或整流器作直流電和交流電之間的轉換，其能量損耗各為2-3%左右。此系統的往返效率可高於95%，高於其它的儲能系統。因為冷卻系統要使用額外的能量，且超導線圈成本較高，超導磁儲能通常應用在短時間內要快速充放的服務，例如：電力品質的改善和維持。

## 技術應用
儲能技術的應用可大略分為：
- 家用儲能設備：熱水儲存、家用蓄電池。
- 電網儲能：調整頻率可用蓄電池或飛輪儲能，水力發電可用在季節性的能源調度。
- 空氣調節：儲冷或是儲熱。
- 交通運輸：純電動車、燃料電池車。
- 電子產品：行動電話、筆記型電腦的電池。

### 家用儲能
家用儲能設備隨著分散式發電（例如：屋頂型太陽能）的普及越來越常見。
研究指出，一般住家要有儲能設備，才能讓用電自給率超過40%以上。除此之外，隨著智慧型電錶的安裝及浮動電價的推動，家用儲能設備（例：蓄電池、儲存式電熱水器、儲熱電暖氣...等）可在電價低時儲存能量，並在電價高時拿來使用，進而達到降低使用者的電費及電網調節的負擔。

### 電網儲能
電網儲能的應用可依照儲存時間的長短來區分。
- 電力品質維持（英语：Ancillary services）：在極短的時間（數毫秒致數秒內）依據電網的參數（如：頻率、電壓、波形）進行快速的充放電，依維持電力品質的穩定[55]。隨著間歇性再生能源發電的增加，其不穩定的供電可能會造成電網品質下降。在傳統的電力系統中，電力品質大多由燃氣發電或水力發電來維持。隨著風力和太陽能發電比例增加，需要有額外的設備來維持電網的品質。
- 提供備轉容量：依據電網供需的變化來增加增外的供電。當備轉容量不足時，會在數分鐘到小時內，供應一定的電力並維持一段時間（半小時到數小時）。
- 調峰作業（英语：Peak shaving）：通常在一天電力過多時充儲存電能（例如：用電需求低或是再生能源發電量大），並再電力不足時供電。

### 空氣調節
空氣調節使用的冷或是熱可被儲存在儲冷或是儲熱系統中。在熱帶地區，尖峰用電主要來自夏天空調的使用。儲冷系統使用離峰電力（通常為半夜）製冷並存在儲冷材料中（例如：冰水或冰塊），在用電尖峰時取代空調用電。在2009年，儲冷系統已經在35個國家3,300個建築物中使用。
最常見為儲冰系統，將冷存在冰塊中需要的儲存空間比冰水還小，並利用融化後的水，透過管路系統送到需要冷的地方。

### 交通運輸
液態碳氫化合物燃料（例如：汽油）為目前交通運輸中最常見儲存能量的方式。其次為近年開始普及的電動車。儲氫有較高的能量密度，適合作為長距離交通工具的儲能方式。除了陸上的電動交通工具，在其它交通工具（例如：渡輪及飛機）也開始發展電動系統以取代傳統的燃料系統。

## 裝置容量及效率
一般裝置容量可分為輸出入功率，以及儲存容量。

輸入和輸出功率為單位時間內能存入或是釋放的能量，常用單位為千瓦。儲存容量（英語：Storage capacity）是指能量被儲存後能夠被使用的量，表示的單位通常為焦耳或是千瓦·時的倍數。有時會用儲存時間（英語：Storage duration）來表示儲存容量，其定義為能連續輸出最大功率的時間，單位通常為小時。例如：一個10千瓦和40千瓦·時的儲能裝置有4小時的儲存時間。

往返效率（英語：Round-trip efficiency）為一種計算儲能技術能量轉換效率的方法，其定義為：可使用的儲存能量，除以儲存時消耗的能量。

## 参見
- 分布式发电
- 能源
- 能量密度
- 电网储能